# Sistema de numeração sexagesimal
O sistema sexagesimal é um sistema de numeração de base 60, criado pela antiga civilização Suméria. Uma possível razão para o aparecimento deste sistema de numeração poderá residir no elevado número de divisores de 60 (1, 2, 3, 4, 5, 6, 10, 12, 15, 20, 30 e 60). Outra hipótese poderá vir de uma união de um sistema de contagem de base 5 que se baseava em contar com os dedos da mão e o sistema de contagem de base 12 que usava o método das três falanges. O sistema consistia em contar as falanges dos dedos da mão direita, utilizando o polegar, totalizando doze falanges (três falanges em quatro dedos),com os cinco dedos da mão esquerda, contam-se as dúzias, totalizando cinco dúzias ou seja 60.

## Usos
Este sistema é utilizado nas medidas de ângulos (e de coordenadas geográficas angulares) e de tempo.
A medida angular de um grau é dividida em 60 minutos de arco, e cada minuto de arco em 60 segundos de arco.
Nas medidas usuais de tempo, uma hora é dividida em 60 minutos, e cada minuto em 60 segundos. Antigamente o segundo era dividido em 60 terceiros e assim por diante, mas hoje em dia, o segundo é dividido através de um sistema decimal.